# Jaime Portillo
Jaime Rafael Portillo (1947. szeptember 18. – ) salvadori válogatott labdarúgó.

## Pályafutása

### Klubcsapatban
Pályafutása során egyetlen csapatban az Alianza FC-ben szerepelt.

### A válogatottban
1970 és 1972 között szerepelt a salvadori válogatottban. Részt vett az 1970-es világbajnokságon, ahol a Szovjetunió elleni csoportmérkőzésen kezdőként kapott szerepet.